# Discografia de One Direction
A discografia de One Direction, uma boy band britânica de música pop, consiste em cinco álbuns de estúdio, seis extended plays (EP), um álbum de vídeo, vinte singles (incluindo quatro como banda convidada) e quinze vídeos musicais. Após terminarem na terceira colocação da sétima temporada do reality show britânico The X Factor, o grupo assinou um contrato com a editora discográfica Syco Music, tendo mais tarde fechado um contrato na América do Norte com a Columbia Records. Eles fizeram a sua estreia no cenário musical em Novembro de 2011 com o álbum de estúdio Up All Night, que alcançou a segunda posição no Reino Unido e se tornou no décimo sexto mais vendido de 2011, registando vendas superiores a 468 mil cópias. No mundo, Up All Night alcançou um enorme sucesso comercial, vendendo mais de 3 milhões de unidades e posicionando-se dentro dos dez melhores lugares em 22 países, incluindo Portugal, Estados Unidos e o Brasil. Além disso, foi o quinto álbum mais vendido de 2011 nos EUA. O primeiro single, "What Makes You Beautiful", liderou as tabelas musicais da Irlanda, Reino Unido e Escócia, tornando-se no single mais vendido do ano pouco tempo após o seu lançamento. Além disso, recebeu o certificado de disco de platina por seis vezes pela Australian Recording Industry Association (ARIA) e por quatro vezes pela Canadian Recording Industry Association (CRIA). Até 2013, o single já havia vendido mais de 781 mil unidades, tornando-se no sexto mais vendido por qualquer concorrente do The X Factor. "Gotta Be You" alcançou o número três na Irlanda e no Reino Unido e o número dois na Escócia. O terceiro single, "One Thing", tornou-se no terceiro consecutivo da banda a alcançar as dez primeiras posições no Reino Unido e na Irlanda e recebeu o certificado de disco de platina por três vezes pela CRIA. Até Março de 2015, cerca de 5 milhões e unidades de Up All Night já haviam sido comercializadas no mundo.
O segundo álbum de estúdio da banda, Take Me Home, tornou-se em um enorme sucesso a nível mundial, tendo estreado na primeira posição de vários países, inclusive o Reino Unido, a Austrália e a Irlanda. Nos Estados Unidos, vendeu quase um milhão de exemplares até o fim-do-ano. Ao estrear no número três nos EUA, "Live While We're Young", o primeiro single, estabeleceu a maior estreia por um grupo britânico naquele país e a segunda maior estreia por qualquer artista da mesma nacionalidade. Os singles subsequentes, "Little Things" e "Kiss You", alcançaram um sucesso moderado na Europa e Oceânia, onde ambos receberam o certificado de disco de ouro. O single "One Way or Another (Teenage Kicks)", um cover da versão original pela banda Blondie, foi lançado em Janeiro de 2013 em prol da Comic Relief. A canção foi um sucesso instantâneo, tendo liderado as tabelas musicais de cinco países, incluindo o Reino Unido, e as dez melhores posições de outros seis países, como a Austrália e a Nova Zelândia. Até Março de 2015, cerca de 5 milhões de unidades de Take Me Home já haviam sido comercializadas no mundo.
Midnight Memories foi lançado como o terceiro trabalho de estúdio da banda em Novembro de 2013. Assim como o antecessor, estreou na primeira posição de vários países, inclusive o Reino Unido, onde se tornou o disco mais rapidamente vendido do ano, com 237 mil cópias comercializadas em sua primeira semana. Nos Estados Unidos, One Direction tornou-se a primeira banda britânica desde 1967 a posicionar três álbuns consecutivos no número um. "Best Song Ever" e "Story of My Life" foram lançados como os dois principais singles do álbum, tendo ambos alcançado um sucesso comercial em tabelas musicais europeias e norte-americanas. Até Janeiro de 2015, cerca de 4 milhões e unidades de Midnight Memories já haviam sido comercializadas no mundo. Four, o quarto álbum de estúdio da banda, alcançou o primeiro posto em 18 países diferentes e foi o sétimo álbum mais vendido no Brasil e no Reino Unido em 2014, registando aproximadamente 3.2 milhões de unidades comercializadas até Abril de 2015 no mundo. Apenas dois singles foram lançados do disco: "Steal My Girl" e "Night Changes", que conseguiram posicionar-se dentro das dez melhores posições no Reino Unido, aumentando o total da banda para onze.
Made in the A.M. foi lançado em Novembro de 2015 como o quinto álbum de estúdio de One Direction, tendo sido o primeiro da banda a não conseguir estrear no primeiro posto dos EUA. Todavia, se sucedeu bem em outros lugares, inclusive no Reino Unido, onde se tornou no quarto do grupo a estrear no número um e ainda recebeu o certificado de disco de prata durante a sua primeira semana de comercialização. O primeiro single, "Drag Me Down", tornou-se num sucesso instantâneo em pouco tempo, conferindo à banda a sua posição mais alta nos Estados Unidos e ainda foi o quarto a posicionar-se no primeiro lugar no Reino Unido. Na Austrália, onde também alcançou o primeiro posto, recebeu o certificado de disco de platina. "Perfect" alcançou as dez melhores posições em quinze regiões, incluindo a Austrália, onde recebeu o certificado de disco de ouro. "History" foi lançado como o terceiro single do projecto, recebendo o certificado de disco de prata no Reino Unido. Até Novembro de 2013, a banda já havia vendido aproximadamente 35 milhões de discos e singles em todo o mundo, e mais de quinze milhões apenas nos EUA.

## Álbuns de estúdio
| Detalhes do álbum                                                                                | Melhores posições nas tabelas | Melhores posições nas tabelas | Melhores posições nas tabelas | Melhores posições nas tabelas | Melhores posições nas tabelas | Melhores posições nas tabelas | Melhores posições nas tabelas | Melhores posições nas tabelas | Melhores posições nas tabelas | Melhores posições nas tabelas | Vendas                                                                         | Certificações |
| Detalhes do álbum                                                                                | RU                            | AUS                           | CAN                           | ESC                           | EUA                           | HOL                           | IRL                           | NZL                           | POR                           | SUE                           | Vendas                                                                         | Certificações |
| ------------------------------------------------------------------------------------------------ | ----------------------------- | ----------------------------- | ----------------------------- | ----------------------------- | ----------------------------- | ----------------------------- | ----------------------------- | ----------------------------- | ----------------------------- | ----------------------------- | ------------------------------------------------------------------------------ | --- |
| Up All Night - 21 de Novembro de 2011 - Island Records - CD, download digital                    | 2                             | 1                             | 1                             | 2                             | 1                             | 7                             | 2                             | 1                             | 3                             | 1                             | - Mundo: 6 000 000 - EUA: 2 050 000 - RU: 1 086 434                            | - ARIA: 5× Platina - APFV: 4× Platina - BPI: 3× Platina - IRMA: 3× Platina - RMNZ: 3× Platina - MC: 3× Platina - RIAA: 2× Platina - PMB: Platina - AFP: Ouro                                                              |
| Take Me Home - 12 de Novembro de 2012 - Island Records - CD, download digital                    | 1                             | 1                             | 1                             | 1                             | 1                             | 1                             | 1                             | 1                             | 1                             | 1                             | - Mundo: 6 100 000 - EUA: 2 020 000 - RU: 960 255 - FRA: 150 000 - PB: 50 000  | - APFV: Diamante - AMPROFON: 4× Platina - BPI: 3× Platina - IRMA: 3× Platina - FIMI: 3× Platina - MC: 3× Platina - ARIA: 3× Platina - RMNZ: 2× Platina - RIAA: 2× Platina - PMB: 2× Platina - AFP: Platina - JAP: Platina |
| Midnight Memories - 25 de Novembro de 2013 - Syco Music, Columbia Records - CD, download digital | 1                             | 1                             | 1                             | 1                             | 1                             | 2                             | 1                             | 2                             | 1                             | 1                             | - Mundo: 4 800 000 - EUA: 1 510 000 - RU: 828 840 - CAN: 160 000 - FRA: 43 000 | - APFV: 11× Platina - FIIF (CHI): 5× Platina - CAPFV: 4× Platina - AMPROFON: 4× Platina - PMB: 3× Platina - IRMA: 3× Platina - BPI: 2× Platina - ARIA: 2× Platina - MC: 2× Platina - RIAA: Platina - RMNZ: Platina        |
| Four - 17 de Novembro de 2014 - Syco Music, Columbia Records - CD, download digital              | 1                             | 1                             | 1                             | 1                             | 1                             | 1                             | 1                             | 1                             | 1                             | 1                             | - Mundo: 3 476 500 - EUA: 1 000 000 - MC: 98 000                               | - PMB: 3× Platina - BPI: 2× Platina - FIMI: 2× Platina - ARIA: 2× Platina - RIAA: Platina - SNEP: Platina - PROMUSICAE: Platina - MC: Platina - RMNZ: Platina                                                             |
| Made in the A.M. - 13 de Novembro de 2015 - Syco Music, Columbia Records - CD, download digital  | 1                             | 2                             | 2                             | 1                             | 2                             | 3                             | 1                             | 2                             | 1                             | 2                             | - Mundo: 4 000 000 - EUA: 1 000 000 - RU: 362 000 - MC: 86 000                 | - AMPROFON: 2× Platina - BPI: Platina - ARIA: Platina - RMNZ: Platina - MC: Platina - FIMI: Platina - RIAA: Platina - AFP: Ouro                                                                                           |

## Extended plays
| Detalhes do álbum                                                                                | Melhores posições nas tabelas | Melhores posições nas tabelas |
| Detalhes do álbum                                                                                | EUA                           | FRA                           |
| ------------------------------------------------------------------------------------------------ | ----------------------------- | ----------------------------- |
| Gotta Be You EP - 11 de Novembro de 2011 - Sony Music Entertainment - CD, download digital       | —                             | —                             |
| iTunes Festival: London 2012 - 20 de Setembro de 2012 - Syco Records - Download digital          | 140                           | —                             |
| Live While We're Young EP - 28 de Setembro de 2012 - Sony Music Entertainment - Download digital | —                             | 73                            |
| Best Song Ever (from "This Is Us") EP - 19 de Julho de 2013 - Syco Records - Download digital    | —                             | —                             |
| Midnight Memories EP - 7 de Março de 2014 - Syco Records - Download digital                      | —                             | —                             |
| You & I EP - 23 de Maio de 2014 - Syco Records - Download digital                                | —                             | —                             |
| Perfect EP - 22 de Outubro de 2015 - Syco Records - Download digital                             | —                             | —                             |
| "—" denota lançamentos que não entraram nas tabelas ou não foram distribuídos nesse território.  |                               |                               |

## Singles
| 2011                                                                                            | "What Makes You Beautiful"           | 1  | 7  | 8  | 7  | 1  | 4   | 39  | 1  | 2  | 29 | - ARIA: 7× Platina - FIIF (NOR): 7× Platina - MC: 5× Platina - GLF: 4× Platina - RIAA: 4× Platina - AMPROFON: 3× Platina - RMNZ: 2× Platina - FIIF (DIN): 2× Platina - FIMI: Platina - BPI: Platina | Up All Night      |
| 2011                                                                                            | "Gotta Be You"                       | 3  | —  | —  | —  | 2  | 124 | —   | 3  | —  | —  | | Up All Night      |
| 2012                                                                                            | "One Thing"                          | 9  | 3  | 37 | 17 | 8  | 39  | 91  | 6  | 16 | —  | - ARIA: 4× Platina - FIIF (NOR): 3× Platina - MC: 2× Platina - RIAA: Platina - RMNZ: Ouro - FIMI: Ouro - BPI: Prata                                                                                 | Up All Night      |
| 2012                                                                                            | "More Than This"                     | 86 | 49 | —  | —  | —  | —   | —   | 39 | —  | —  | - FIIF (NOR): Platina - ARIA: Ouro | Up All Night      |
| 2012                                                                                            | "Live While We're Young"             | 3  | 2  | 7  | 2  | 2  | 3   | 20  | 1  | 1  | 23 | - ARIA: 2× Platina - RMNZ: Platina - RIAA: Platina - MC: Platina - FIMI: Ouro - BPI: Prata | Take Me Home      |
| 2012                                                                                            | "Little Things"                      | 1  | 9  | 30 | 20 | 1  | 33  | 58  | 2  | 2  | 27 | - ARIA: 2× Platina - FIIF (NOR): 2× Platina - MC: Platina - RIAA: Platina - RMNZ: Ouro - BPI: Ouro                                                                                                  | Take Me Home      |
| 2013                                                                                            | "Kiss You"                           | 9  | 13 | 33 | 30 | 7  | 46  | 36  | 7  | 17 | 50 | - ARIA: Platina - MC: Platina - RMNZ: Ouro - FIIF (NOR): Ouro - AVINPRO: Ouro - RIAA: Ouro - BPI: Prata                                                                                             | Take Me Home      |
| 2013                                                                                            | "One Way or Another (Teenage Kicks)" | 1  | 3  | 12 | 9  | 1  | 13  | 17  | 1  | 3  | 38 | - AVINPRO: 2× Platina - ARIA: Platina - MC: Platina - FIIF (NOR): Platina - BPI: Ouro - RMNZ: Ouro - RIAA: Ouro - FIMI: Ouro                                                                        | Midnight Memories |
| 2013                                                                                            | "Best Song Ever"                     | 2  | 4  | 12 | 2  | 2  | 2   | 12  | 2  | 3  | 22 | - ARIA: Platina - RIAA: Platina - BPI: Ouro - RMNZ: Ouro - GLF: Ouro - FIMI: Ouro - AVINPRO: Ouro                                                                                                   | Midnight Memories |
| 2013                                                                                            | "Story of My Life"                   | 3  | 3  | 1  | 3  | 3  | 6   | 22  | 1  | 1  | 13 | - FIIF (NOR): 5× Platina - RIAA: 3× Platina - ARIA: 2× Platina - MC: 2× Platina - BPI: Platina - RMNZ: Platina - FIMI: Platina - RIAJ: Platina - AVINPRO: Platina                                   | Midnight Memories |
| 2014                                                                                            | "Midnight Memories"                  | 39 | 22 | 4  | 35 | —  | 12  | 14  | 3  | 3  | —  | | Midnight Memories |
| 2014                                                                                            | "You & I"                            | 19 | 35 | 17 | 78 | 17 | 68  | 42  | 7  | 22 | 21 | | Midnight Memories |
| 2014                                                                                            | "Steal My Girl"                      | 3  | 9  | 15 | 14 | 2  | 13  | 19  | 3  | 9  | 19 | - ARIA: Platina - MC: Platina - RIAA: Ouro - BPI: Ouro - FIMI: Ouro - RMNZ: Ouro | Four              |
| 2014                                                                                            | "Night Changes"                      | 7  | 33 | 1  | 20 | —  | 31  | 106 | 13 | 11 | 40 | - RIAA: Platina - ARIA: Ouro - MC: Ouro - RMNZ: Ouro - FIMI: Ouro - BPI: Prata | Four              |
| 2015                                                                                            | "Drag Me Down"                       | 1  | 1  | 5  | 4  | 1  | 3   | 1   | 1  | 1  | 6  | - ARIA: 2× Platina - RMNZ: Platina - FIMI: Platina - MC: Ouro - BPI: Ouro | Made in the A.M.  |
| 2015                                                                                            | "Perfect"                            | 2  | 4  | 9  | 13 | 1  | 10  | 8   | 1  | 7  | 12 | - RMNZ: Platina - ARIA: Platina - FIMI: Ouro - BPI: Ouro | Made in the A.M.  |
| 2015                                                                                            | "History"                            | 6  | 27 | 44 | 46 | 3  | 65  | 54  | 8  | 14 | 63 | - RMNZ: Ouro - BPI: Prata | Made in the A.M.  |
| "—" denota lançamentos que não entraram nas tabelas ou não foram distribuídos nesse território. |                                      |    |    |    |    |    |     |     |    |    |    | |                   |

### Como banda convidada
| Ano                                                                                             | Canção                                                                                           | Melhores posições nas tabelas | Melhores posições nas tabelas | Melhores posições nas tabelas | Melhores posições nas tabelas | Melhores posições nas tabelas | Melhores posições nas tabelas | Melhores posições nas tabelas | Melhores posições nas tabelas | Melhores posições nas tabelas | Melhores posições nas tabelas |
| Ano                                                                                             | Canção                                                                                           | RU                            | ALE                           | AUS                           | BEL (Val)                     | CAN                           | ESC                           | FRA                           | IRL                           | ITA                           | NZL                           |
| ----------------------------------------------------------------------------------------------- | ------------------------------------------------------------------------------------------------ | ----------------------------- | ----------------------------- | ----------------------------- | ----------------------------- | ----------------------------- | ----------------------------- | ----------------------------- | ----------------------------- | ----------------------------- | ----------------------------- |
| 2010                                                                                            | "Heroes" (como parte dos Finalistas de 2010 do The X Factor)                                     | 1                             | —                             | —                             | —                             | —                             | 1                             | —                             | 1                             | —                             | —                             |
| 2011                                                                                            | "Wishing on a Star" (Finalistas de 2011 do The X Factor com participação de JLS e One Direction) | 1                             | —                             | —                             | —                             | —                             | 1                             | —                             | 1                             | —                             | —                             |
| 2014                                                                                            | "God Only Knows" (como parte de BBC Music and Friends)                                           | 20                            | —                             | —                             | —                             | —                             | —                             | —                             | 77                            | —                             | —                             |
| 2014                                                                                            | "Do They Know It's Christmas?" (como parte de Band Aid 30)                                       | 1                             | 2                             | 3                             | 1                             | 8                             | —                             | 25                            | 1                             | 11                            | 2                             |
| "—" denota lançamentos que não entraram nas tabelas ou não foram distribuídos nesse território. |                                                                                                  |                               |                               |                               |                               |                               |                               |                               |                               |                               |                               |

### Singlespromocionais
| Ano                                                                                         | Canção                      | Melhores posições nas tabelas | Melhores posições nas tabelas | Melhores posições nas tabelas | Melhores posições nas tabelas | Melhores posições nas tabelas | Melhores posições nas tabelas | Melhores posições nas tabelas | Melhores posições nas tabelas | Melhores posições nas tabelas | Melhores posições nas tabelas | Melhores posições nas tabelas | Melhores posições nas tabelas | Álbum             |
| Ano                                                                                         | Canção                      | UK                            | AUS                           | AUT                           | BEL (Val)                     | CAN                           | DIN                           | ESP                           | EUA                           | IRL                           | NZL                           | PB                            | SUE                           | Álbum             |
| ------------------------------------------------------------------------------------------- | --------------------------- | ----------------------------- | ----------------------------- | ----------------------------- | ----------------------------- | ----------------------------- | ----------------------------- | ----------------------------- | ----------------------------- | ----------------------------- | ----------------------------- | ----------------------------- | ----------------------------- | ----------------- |
| 2013                                                                                        | "Diana"                     | 58                            | —                             | 21                            | 3                             | 23                            | 1                             | 3                             | 11                            | 2                             | 2                             | 3                             | 55                            | Midnight Memories |
| 2013                                                                                        | "Strong"                    | 48                            | —                             | 15                            | 6                             | 44                            | 3                             | 6                             | 87                            | 22                            | 1                             | 4                             | 58                            | Midnight Memories |
| 2014                                                                                        | "Ready to Run"              | 44                            | —                             | 59                            | —                             | 60                            | 10                            | 29                            | 77                            | —                             | 29                            | —                             | 58                            | Four              |
| 2014                                                                                        | "Where Do Broken Hearts Go" | 47                            | —                             | 58                            | —                             | 90                            | —                             | 39                            | 88                            | 69                            | —                             | —                             | —                             | Four              |
| 2014                                                                                        | "18"                        | 45                            | —                             | 60                            | —                             | 84                            | —                             | 38                            | 87                            | 84                            | —                             | —                             | 46                            | Four              |
| 2014                                                                                        | "Girl Almighty"             | 65                            | —                             | 69                            | —                             | —                             | —                             | —                             | —                             | —                             | —                             | —                             | —                             | Four              |
| 2014                                                                                        | "Fool's Gold"               | 74                            | —                             | —                             | —                             | —                             | —                             | 50                            | —                             | —                             | —                             | —                             | —                             | Four              |
| 2015                                                                                        | "Infinity"                  | 36                            | 22                            | 18                            | —                             | 40                            | —                             | 19                            | 54                            | 38                            | 28                            | 59                            | 42                            | Made in the A.M.  |
| 2015                                                                                        | "End of the Day"            | 73                            | 58                            | —43                           | —                             | 67                            | —                             | 46                            | —                             | 41                            | —                             | 96                            | 59                            | Made in the A.M.  |
| 2015                                                                                        | "Love You Goodbye"          | 78                            | 75                            | 48                            | —                             | 80                            | —                             | 45                            | —                             | 45                            | —                             | —                             | 71                            | Made in the A.M.  |
| 2015                                                                                        | "What a Feeling"            | 90                            | 77                            | 73                            | —                             | —                             | —                             | —                             | —                             | 59                            | —                             | 94                            | 74                            | Made in the A.M.  |
| 2015                                                                                        | "Home"                      | 96                            | 48                            | 45                            | 37                            | —                             | —                             | —                             | 74                            | 84                            | —                             | —                             | —                             | Perfect EP        |
| "—" denota lançamentos que não entraram nas tabelas ou não foram lançados nesse território. |                             |                               |                               |                               |                               |                               |                               |                               |                               |                               |                               |                               |                               |                   |

### Outras canções que entraram nas tabelas musicais
| Ano                                                                                         | Canção                          | Melhores posições nas tabelas | Melhores posições nas tabelas | Melhores posições nas tabelas | Melhores posições nas tabelas | Melhores posições nas tabelas | Melhores posições nas tabelas | Álbum             |
| Ano                                                                                         | Canção                          | UK                            | AUS                           | CAN                           | IRL                           | NZL                           | EUA                           | Álbum             |
| ------------------------------------------------------------------------------------------- | ------------------------------- | ----------------------------- | ----------------------------- | ----------------------------- | ----------------------------- | ----------------------------- | ----------------------------- | ----------------- |
| 2011                                                                                        | "Na Na Na"                      | —                             | 86                            | —                             | 27                            | —                             | —                             | Up All Night      |
| 2011                                                                                        | "Another World"                 | 85                            | 66                            | —                             | —                             | —                             | —                             | Up All Night      |
| 2011                                                                                        | "Moments"                       | 118                           | 60                            | 87                            | —                             | —                             | —                             | Up All Night      |
| 2011                                                                                        | "Stand Up"                      | —                             | 80                            | —                             | —                             | —                             | —                             | Up All Night      |
| 2011                                                                                        | "Up All Night"                  | —                             | —                             | —                             | —                             | —                             | 113                           | Up All Night      |
| 2011                                                                                        | "I Should Have Kissed You"      | 55                            | 71                            | —                             | —                             | 27                            | —                             | Up All Night      |
| 2012                                                                                        | "Nobody Compares"               | 174                           | —                             | 79                            | —                             | —                             | 108                           | Take Me Home      |
| 2012                                                                                        | "She's Not Afraid"              | 171                           | —                             | 89                            | —                             | —                             | 103                           | Take Me Home      |
| 2012                                                                                        | "Still the One"                 | 197                           | —                             | 97                            | —                             | —                             | 115                           | Take Me Home      |
| 2012                                                                                        | "Heart Attack"                  | —                             | —                             | 100                           | —                             | —                             | 104                           | Take Me Home      |
| 2012                                                                                        | "Rock Me"                       | —                             | —                             | —                             | —                             | —                             | 98                            | Take Me Home      |
| 2012                                                                                        | "They Don't Know About Us"      | —                             | —                             | —                             | —                             | —                             | 114                           | Take Me Home      |
| 2012                                                                                        | "Last First Kiss"               | —                             | —                             | —                             | —                             | —                             | 119                           | Take Me Home      |
| 2012                                                                                        | "Loved You First"               | —                             | —                             | —                             | —                             | —                             | 121                           | Take Me Home      |
| 2012                                                                                        | "I Would"                       | —                             | —                             | —                             | —                             | —                             | 123                           | Take Me Home      |
| 2012                                                                                        | "C'mon, C'mon"                  | —                             | —                             | —                             | —                             | —                             | 125                           | Take Me Home      |
| 2013                                                                                        | "Alive"                         | 150                           | —                             | —                             | —                             | —                             | —                             | Midnight Memories |
| 2013                                                                                        | "Don't Forget Where You Belong" | 21                            | —                             | —                             | 51                            | —                             | —                             | Midnight Memories |
| 2013                                                                                        | "Half a Heart"                  | —                             | —                             | —                             | 82                            | —                             | —                             | Midnight Memories |
| 2013                                                                                        | "Better Than Words"             | 185                           | —                             | —                             | —                             | —                             | —                             | Midnight Memories |
| 2013                                                                                        | "Happily"                       | 120                           | —                             | —                             | —                             | —                             | —                             | Midnight Memories |
| 2013                                                                                        | "Little Black Dress"            | 177                           | —                             | —                             | —                             | —                             | —                             | Midnight Memories |
| 2013                                                                                        | "Little White Lies"             | 149                           | —                             | —                             | —                             | —                             | —                             | Midnight Memories |
| 2013                                                                                        | "Right Now"                     | 173                           | —                             | —                             | —                             | —                             | —                             | Midnight Memories |
| 2013                                                                                        | "Through the Dark"              | 175                           | —                             | —                             | —                             | —                             | —                             | Midnight Memories |
| 2013                                                                                        | "Why Don't We Go There"         | 156                           | —                             | —                             | —                             | —                             | —                             | Midnight Memories |
| 2014                                                                                        | "Stockholm Syndrome"            | 107                           | —                             | —                             | —                             | —                             | 99                            | Four              |
| 2014                                                                                        | "Fireproof"                     | 92                            | —                             | —                             | —                             | —                             | —                             | Four              |
| 2014                                                                                        | "Girl Almighty"                 | 65                            | —                             | —                             | —                             | —                             | —                             | Four              |
| 2014                                                                                        | "Fool's Gold"                   | 74                            | —                             | —                             | —                             | —                             | —                             | Four              |
| 2014                                                                                        | "Change Your Ticket"            | 149                           | —                             | —                             | —                             | —                             | —                             | Four              |
| 2014                                                                                        | "Clouds"                        | 183                           | —                             | —                             | —                             | —                             | —                             | Four              |
| 2014                                                                                        | "Illusion"                      | 181                           | —                             | —                             | —                             | —                             | —                             | Four              |
| 2014                                                                                        | "No Control"                    | 135                           | —                             | —                             | —                             | —                             | —                             | Four              |
| 2014                                                                                        | "Once in a Lifetime"            | 170                           | —                             | —                             | —                             | —                             | —                             | Four              |
| 2014                                                                                        | "Spaces"                        | 160                           | —                             | —                             | —                             | —                             | —                             | Four              |
| 2014                                                                                        | "Act My Age"                    | 140                           | —                             | —                             | —                             | —                             | —                             | Four              |
| 2015                                                                                        | "If I Could Fly"                | 79                            | —                             | 70                            | 53                            | —                             | 83                            | Made in the A.M.  |
| 2015                                                                                        | "Olivia"                        | 72                            | —                             | 84                            | 55                            | —                             | 87                            | Made in the A.M.  |
| 2015                                                                                        | "A.M."                          | 83                            | —                             | 81                            | 62                            | —                             | 94                            | Made in the A.M.  |
| 2015                                                                                        | "Never Enough"                  | 89                            | —                             | 100                           | 65                            | —                             | 100                           | Made in the A.M.  |
| 2015                                                                                        | "Temporary Fix"                 | 86                            | —                             | —                             | 69                            | —                             | 96                            | Made in the A.M.  |
| 2015                                                                                        | "Hey Angel"                     | 96                            | —                             | 98                            | 76                            | —                             | —                             | Made in the A.M.  |
| 2015                                                                                        | "I Want to Write You a Song"    | 103                           | —                             | 97                            | 77                            | —                             | —                             | Made in the A.M.  |
| 2015                                                                                        | "Wolves"                        | 99                            | —                             | —                             | 78                            | —                             | —                             | Made in the A.M.  |
| 2015                                                                                        | "Walking in the Wind"           | 104                           | —                             | —                             | 79                            | —                             | —                             | Made in the A.M.  |
| 2015                                                                                        | "Long Way Down"                 | 106                           | —                             | —                             | 99                            | —                             | —                             | Made in the A.M.  |
| "—" denota lançamentos que não entraram nas tabelas ou não foram lançados nesse território. |                                 |                               |                               |                               |                               |                               |                               |                   |